# Felix Waldstein

Felix Waldstein

David Felix Waldstein (* 6. Februar 1865 in Gnesen; † 8. Dezember 1943 in London) war ein deutscher Jurist und liberaler Politiker (Fortschrittliche Volkspartei, DDP).

## Leben und Beruf
Nach dem Abitur auf dem Gymnasium in Gnesen studierte Waldstein, der jüdischen Glaubens war, von 1882 bis 1885 an der Humboldt-Universität zu Berlin Rechtswissenschaften und Volkswirtschaft. Nach dem Referendariat in Königstein im Taunus und Frankfurt am Main ließ er sich 1890 als Rechtsanwalt in Altona nieder. 1901 erfolgte die Bestallung als Notar. Er war viele Jahre Vorsitzender der Ortsgruppe Hamburg und Altona im Central-Verein deutscher Staatsbürger jüdischen Glaubens. Am 14. November 1935 wurde ihm aufgrund der 1. Verordnung zum Reichsbürgergesetz wegen seiner jüdischen Herkunft die Notarzulassung entzogen. Zum 30. November 1938 wurde ihm – wie allen Juden – die Rechtsanwaltszulassung entzogen und ein Berufsverbot erteilt. 1939 emigrierte er nach London.
Waldsteins Sohn Hans (1902–1977) war ebenfalls Rechtsanwalt in Hamburg. Er emigrierte bereits 1933, nachdem ihm schon im April 1933 aufgrund des Berufsbeamtengesetzes die Zulassung entzogen worden war, kehrte jedoch als Mitarbeiter der US-Botschaft 1949 nach Deutschland zurück.

## Partei
Waldstein gehörte zunächst der Freisinnigen Vereinigung an, die sich 1910 mit der Freisinnigen Volkspartei und der württembergischen Demokratischen Volkspartei zur Fortschrittlichen Volkspartei vereinigte. 1918 beteiligte er sich an der Gründung der Deutschen Demokratischen Partei.

## Abgeordneter
Felix Waldstein war von 1908 bis 1918 Abgeordneter im Preußischen Abgeordnetenhaus. Bei der Reichstagswahl 1912 wurde er für den Wahlkreis Schleswig-Eckernförde in den Reichstag des Kaiserreiches gewählt (bis 1918). 1919/20 gehörte er der Weimarer Nationalversammlung an. Anschließend war er bis Februar 1921 erneut Reichstagsabgeordneter des Reichstages.